# Trachythorax maculicollis
Trachythorax maculicollis är en insektsart som först beskrevs av John Obadiah Westwood 1848.  Trachythorax maculicollis ingår i släktet Trachythorax och familjen Diapheromeridae. Inga underarter finns listade i Catalogue of Life.